# Кардиналовський Михайло Григорович
Миха́йло Григо́рович Кардинало́вський (* 13 травня 1868 † 26 січня 1917) — російський генерал від артилерії, дворянин.
Тесть українського письменника-класика Сергія Пилипенка.

## Біографічні відомості
Народився 13 травня 1868 року на Поділлі. Походив із зубожілого шляхетського роду. Коли Михайлові виповнилося сім років, його віддали до Київського кадетського корпусу. Закінчивши корпус, вступив до Михайлівської артилерійської академії. Закінчив її 1895 року .
Кардиналовський зробив винятково швидку військову кар'єру: у жодному ранзі не перебував довше ніж 2—3 роки, тож коли йому було 32 роки, то мав ранг генерал-майора (був на той час наймолодшим генералом у російській артилерії). Невдовзі став генерал-лейтенантом і, нарешті, генералом від артилерії (тобто, повним генералом).
Учасник російсько-японської війни 1904—1905 років. За хоробрість на ній Кардиналовського нагородили золотою зброєю — шаблею.

Могила Михайла Кардиналовського

Загинув під Ясним Бродом на фронті під час Першої світової війни. Похований в Києві на Лук'янівському цвинтарі (ділянка № 20, ряд 14, місце 19). В 1991 році Роксоланою Кардиналовською на могилі споруджено пам'ятник — на постаменті хрест, керамічне фото.

### Сім'я
Дружина Ольга Миколаївна Киселевська. Син Сергій Кардиналовський, доньки Тетяна Кардиналовська та Єлизавета Кардиналовська.